# Elisabeth in Beieren (1876-1965)
Elisabeth Gabriele Valérie Marie (Possenhofen, 25 juli 1876 – Laken, 23 november 1965), kortweg koningin Elisabeth, was de derde koningin der Belgen, echtgenote van de Belgische koning Albert I en voordien prinses van Wittelsbach en hertogin in Beieren.

## Familie

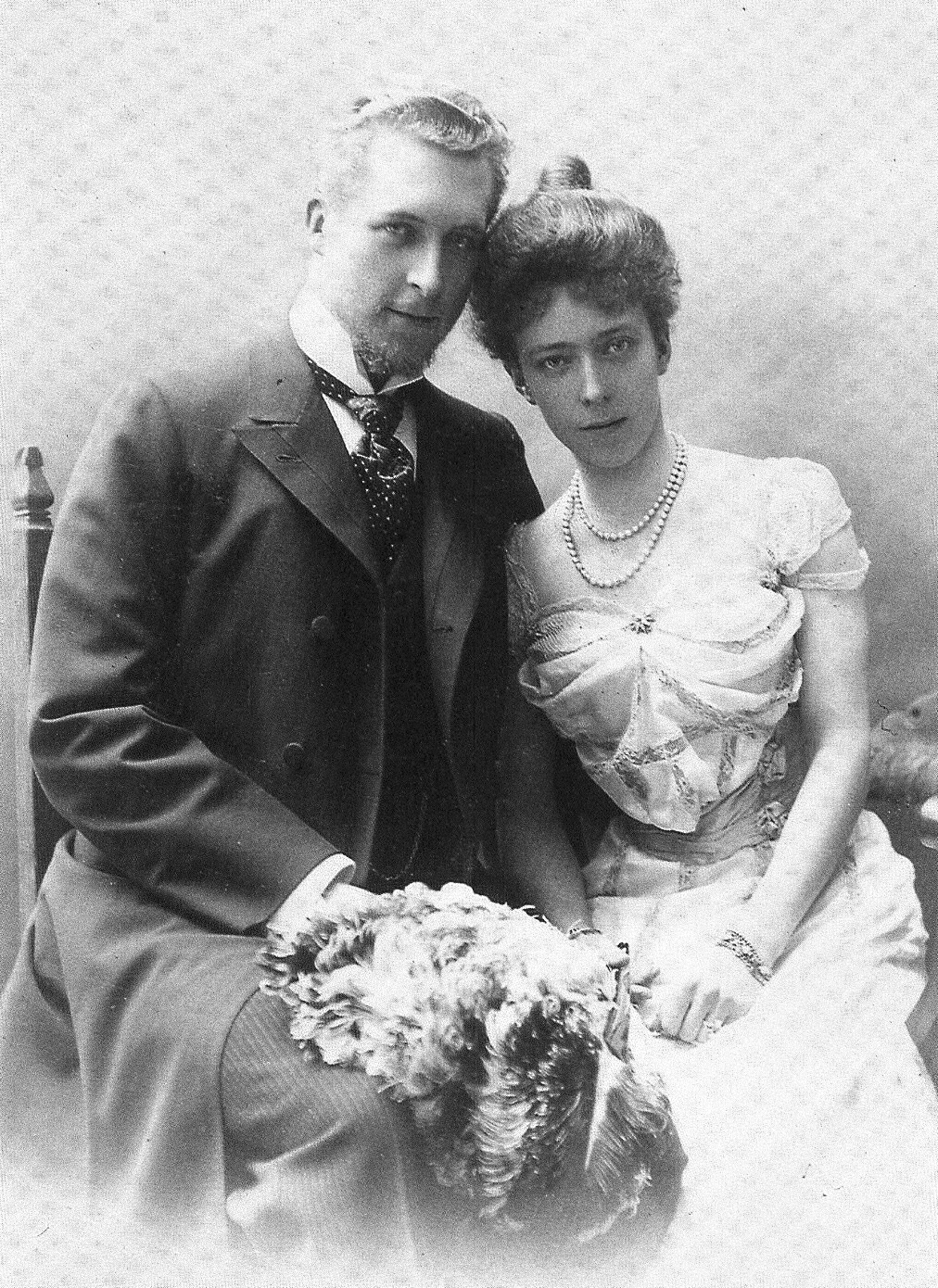
Verlovingsfoto van prins Albert van België en Elisabeth in Beieren

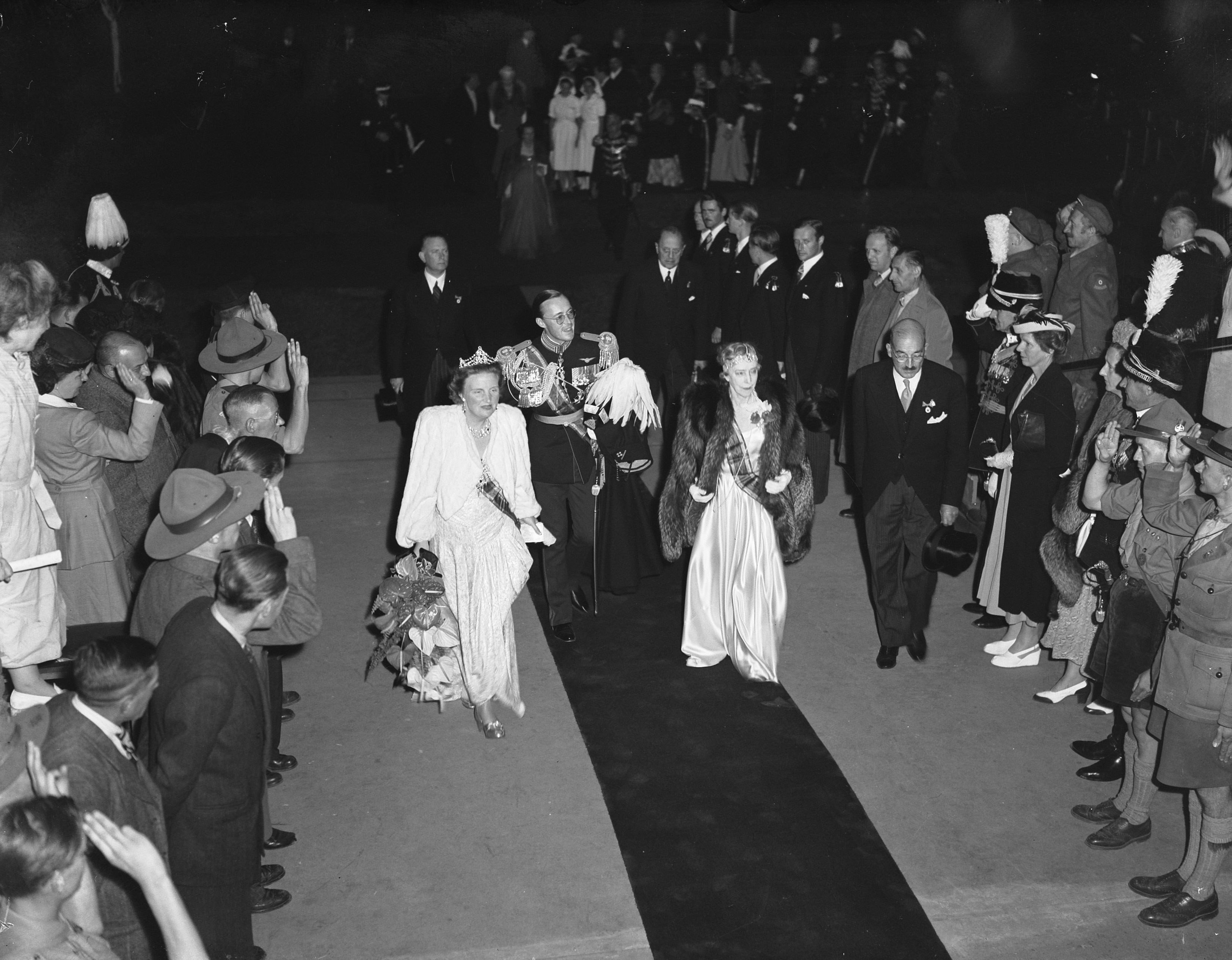
koningin Elisabeth bij de Inhuldiging van koningin Juliana

Ze was een dochter van Karel Theodoor in Beieren en Maria José van Bragança, prinses van Portugal. Elisabeth was het metekind en het nichtje van keizerin Elisabeth van Oostenrijk-Hongarije ("Sisi").
De jonge Elisabeth leerde Albert kennen op de begrafenis van haar tante Sophie in Beieren, een jongere zus van Sisi, die was omgekomen bij de brand in de Bazar de la Charité. Albert vertegenwoordigde zijn tante, koningin Maria Henriëtta, en zijn moeder, de gravin van Vlaanderen. Elisabeth was de derde Duitstalige vrouw aan het Belgische hof.
Op 2 oktober 1900 trouwde Elisabeth met prins Albert in Munchen. Het paar had drie kinderen:
- Leopold III van België (1901-1983), koning der Belgen (1934-1951)
- Karel (1903-1983), regent (1944-1951)
- Marie José (1906-2001), laatste koningin van Italië (mei-juni 1946)

## Eerste Wereldoorlog
In maart 1915 gebruikte zij voor het eerst de term IJzeren Gordijn. Elisabeth doelde hiermee op de scheiding die er op dat ogenblik - midden in de Eerste Wereldoorlog - bestond tussen haar en haar geboorteland. Zij werd, als Duitse, naar gebleken is valselijk beschuldigd van het overtekenen en aan de Duitsers doorspelen van militaire kaarten van haar man, koning Albert I. Zij ondernam op eigen houtje vredesinitiatieven. Zij werd in het kader van de oorlogspropaganda regelmatig afgebeeld in verpleegstersuniform, hoewel zij, anders dan die afbeeldingen suggereerden, niet als verpleegster werkzaam was. Wél bezocht zij zeer dikwijls de ziekenhuizen waarin gewonde soldaten werden verzorgd en had zij een leidend aandeel in (de totstandkoming van) het werk van het Belgisch Rode Kruis.
In augustus 1915 werd onder haar impuls de School van de Koningin geopend in Wulveringem, als toevluchtsoord voor de kinderen uit de Westhoek. De school bestond uit twee afdelingen genoemd naar haar twee jongste kinderen: Marie-José (voor jongens en meisjes tussen 3 en 8 jaar) en Charles-Théodore (voor jongens en meisjes tussen 8 en 15 jaar). Deze schoolkolonie gaf op haar hoogtepunt onderdak aan meer dan 600 kinderen.

## Tweede Wereldoorlog
Omdat ze van geboorte een Duitse was, genoot ze enkele voorrechten die haar zoon Leopold III niet had. Zo mocht ze zich vrij in heel België bewegen. Ze kwam zo 'discreet' tussenbeide bij het redden van joden. Publieke protesten liet zij niet horen, hoogstwaarschijnlijk om haar zoon, koning Leopold III, te beschermen, die anders dreigde het land uitgezet te worden door de Duitsers. In 1943 bracht ze een bezoek aan het fascistische Italië.
Israël eerde haar met de Yad Vashem-onderscheiding. Deze eretitel verleent Israël aan niet-Joden die Joden destijds hebben helpen onderduiken, ontkomen en overleven.
Hoe ze haar tussenkomsten kon bewerkstelligen is moeilijk te achterhalen, misschien wel dankzij haar goede contacten - zowel vóór als tijdens WO II - met de orthopedisch chirurg en SS-Gruppenführer Karl Gebhardt. Gebhardt was de persoonlijke geneesheer van Heinrich Himmler. Hij werd op 20 augustus 1947 tijdens het artsenproces in Neurenberg wegens dodelijke sulfonamide-experimenten op vrouwelijke concentratiekampbewoners en misdadige chirurgische ingrepen ter dood veroordeeld en op 2 juni 1948 opgehangen te Landsberg am Lech.

## Omstreden bezoeken

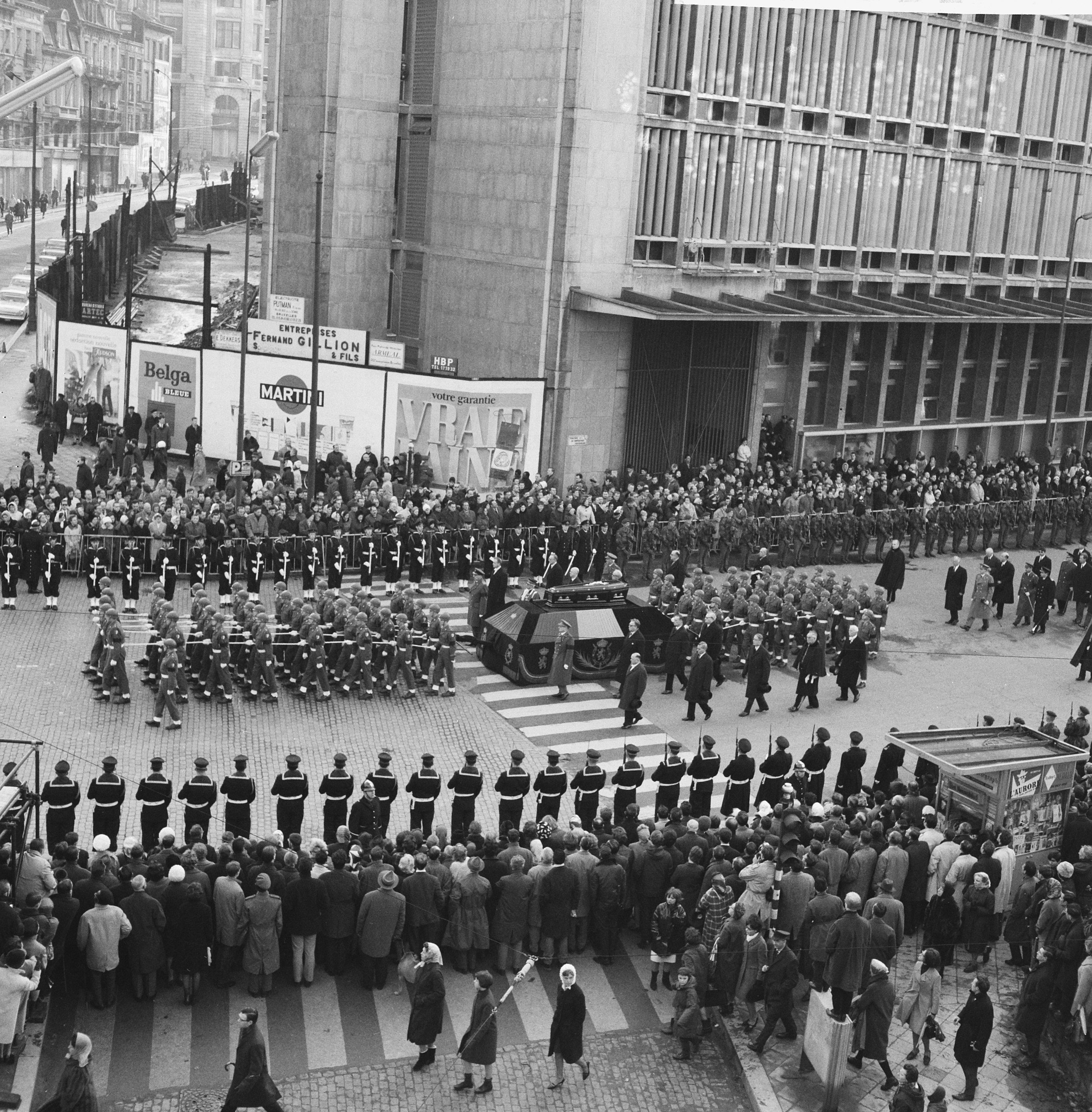
begrafenis van Koningin Elisabeth

Tijdens de Koude Oorlog reisde koningin Elisabeth naar Cuba, Polen (1955), de Sovjet-Unie (1958), Joegoslavië en China (1961). Ze ontmoette Mao Zedong en werd door de Chinese communisten met alle égards ontvangen. Hoewel zij deze reizen in eerste instantie maakte om er muziekfestivals bij te wonen, was ze op 1 mei 1958 op de officiële tribune op het Rode Plein, wat duidelijk maakte dat ze communistische sympathieën had. Haar kleinzoon koning Boudewijn nam haar deze reizen kwalijk. Zij kreeg in de Belgische pers soms de titel rode oma of de rode koningin. Naar later duidelijk werd, gaven deze bezoeken ook in de Verenigde Staten aanleiding tot ongerustheid. Ze was het eerste lid van een koninklijke familie dat een bezoek bracht aan het jonge Israël in 1959. In 1964 reisde Elisabeth met haar dochter Marie José naar de Verenigde Staten, waar zij vorstelijk werden onthaald.
Eén jaar later, in 1965, stierf koningin Elisabeth op 89-jarige leeftijd aan een hartaanval.

## Elisabethwedstrijd
Koningin Elisabeth was zeer kunstminnend, vooral hield ze van muziek. Zijzelf was violiste, haar leraar was Eugène Ysaÿe. Zij bezorgde hem in 1912 de titel 'Maître de Chapelle de la Cour' en hij droeg in 1915 zijn Sonate voor twee violen aan haar op. In 1937 richtte zij, ter herinnering aan Ysaÿe, het Internationale Concours Eugène Ysaÿe op dat vanaf 1951 naar haarzelf genoemd werd en sindsdien bekendstaat als de Koningin Elisabethwedstrijd. Ook de cellist en dirigent Charles Houdret, die door Elisabeth was aangesteld tot directeur van de Koninklijke Muziekkapel, was er nauw bij betrokken. De Koningin Elisabethwedstrijd wordt nog steeds jaarlijks in België gehouden, afwisselend voor piano, viool, zang en cello. Deze muziekwedstrijden zijn een van de meest prestigieuze ter wereld. Artiesten van over de hele wereld nemen eraan deel. Na de dood van koningin Elisabeth werd koningin Fabiola beschermvrouw van deze kunstwedstrijd.
De koningin was zeer gecultiveerd en had met grote kunstenaars en wetenschappers als Camille Saint-Saëns en Albert Einstein hartelijke contacten. Ook was ze een talentvol beeldhouwster, die graag borstbeelden maakte. Vermeldenswaardig is de buste van koning Albert als kind in marmer, gedateerd 1939.

## Einstein
Bekend is de bijzondere band tussen de koningin en Albert Einstein. Ze waren beiden afkomstig uit het zuiden van Duitsland en maakten kennis in 1927, toen Einstein op het paleis werd ontvangen als lid van het wetenschappelijk comité van de befaamd geworden vijfde Solvayraad voor Natuurkunde. Ze hielden van muziek, speelden samen viool en onderhielden een uitgebreide correspondentie. Het Rijksarchief bewaart 24 brieven (in het Duits) die ze uitwisselden tot Einsteins dood (1929-1955).

## Onderscheidingen

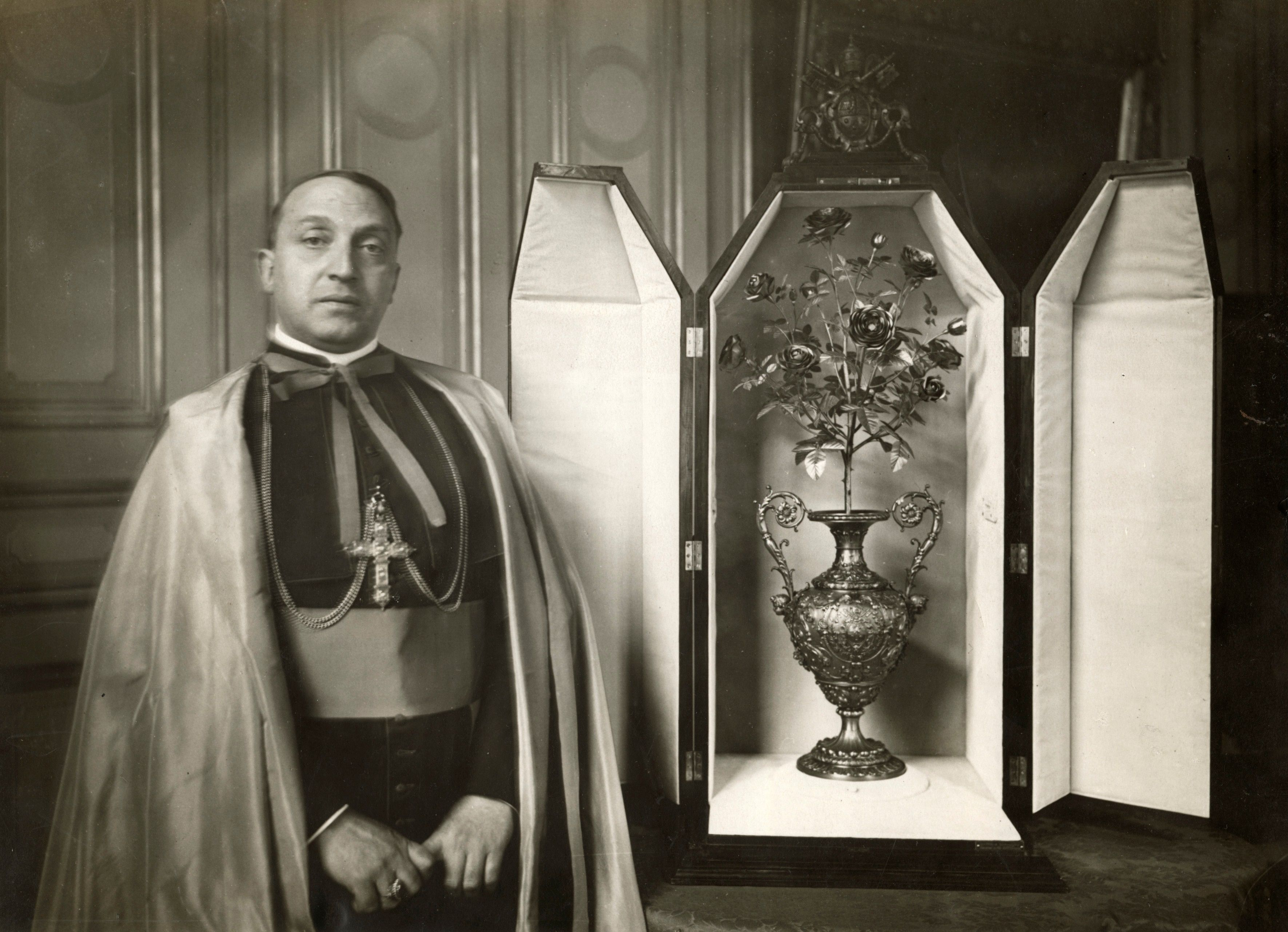
De Paus schonk Koningin Elisabeth in 1926 een Gouden Roos, die door de nuntius Mgr. Micara werd overhandigd tijdens een audiëntie.

### Eponiemen
- De koningin Elisabethwedstrijd
- De koningin Elisabethzaal.
- Pioen "Konigin Elisabeth".[12]
- De Congolese stad Lubumbashi werd in 1910 gesticht en naar de koningin vernoemd en droeg tot 1960 de naam Elisabethville/Elisabethstad.
- Het hoofdkwartier van het Belgisch leger in Evere werd naar haar vernoemd en draagt de naam Kwartier Koningin Elisabeth.[13]:

### Academische onderscheidingen
- Doctor honoris causa van de Universiteit van Luik
- Doctor honoris causa van de Vrije Universiteit van Brussel
- Doctor honoris causa van de Katholieke Universiteit van Leuven (met koning Albert) in 1927[14]
- Doctor in de Letteren Trinity College Washington

### Eretekens
- Ereteken van Arbeid
- Herinneringsmedaille van de Veldtocht 1914-1918
- Overwinningsmedaille
- Herinneringsmedaille van het Eeuwfeest
- Dame Grootkruis van Eer en Devotie Soevereine en Militaire Orde van Malta
- Grootkruis El Kémal Orde Egypte
- Grootkruis Rode Kruisorde Estland
- Grootkruis Orde van de Koningin van Saba Ethiopië
- Grootkruis Legioen van Eer
- Oorlogskruis en Erkentelijkheidsmedaille Frankrijk
- Lady of Justice Hospitaalorde van Jeruzalem
- Royal Red Cross Decoration 1st Class Groot-Brittannië
- Militaire Medaille voor Dapperheid in zilver
- Medaille van het Rode Kruis van Italië
- Grootkruis Kroonorde Japan
- Grootkruis Orde van de Gouden Leeuw van het Huis van Nassau Luxemburg
- Dame Grootkruis Huisorde van Oranje Nederland
- Grootkruis Nechan Aftab Orde Perzië
- Grootkruis Orde van de Witte Adelaar
- Oorlogskruis en Gouden Medaille van het Rode Kruis Polen
- Kruis voor Luchtmachtverdienste
- Militaire Medaille en Medaille van het Rode Kruis Roemenië
- Sint Joris Orde 5de Klasse Rusland
- Dame van de Koninklijke en Nobele Orde van Koningin Marie-Louise Spanje
- Grootkruis Orde van de Heilige Stoel
- De Gouden Roos van Paus Pius XI

## Voorouders
| Elisabeth in Beieren             | Elisabeth in Beieren                                                             | Elisabeth in Beieren                                                             | Elisabeth in Beieren                                                             | Elisabeth in Beieren                                                             | Elisabeth in Beieren                                                                             | Elisabeth in Beieren                                                                             | Elisabeth in Beieren                                                                                                   | Elisabeth in Beieren                                                                                                   |
| -------------------------------- | -------------------------------------------------------------------------------- | -------------------------------------------------------------------------------- | -------------------------------------------------------------------------------- | -------------------------------------------------------------------------------- | ------------------------------------------------------------------------------------------------ | ------------------------------------------------------------------------------------------------ | --- | --- |
| Overgrootouders                  | Pius August in Beieren (1786-1837) ∞ Amalia Louise van Arenberg (1789–1823)      | Pius August in Beieren (1786-1837) ∞ Amalia Louise van Arenberg (1789–1823)      | Maximiliaan I Jozef van Beieren (1756-1825) ∞ Caroline van Baden (1776-1841)     | Maximiliaan I Jozef van Beieren (1756-1825) ∞ Caroline van Baden (1776-1841)     | Johan VI van Portugal (1767–1826) ∞ Charlotte Joachime van Bourbon (1775–1830)                   | Johan VI van Portugal (1767–1826) ∞ Charlotte Joachime van Bourbon (1775–1830)                   | Constantijn van Löwenstein-Wertheim-Rosenberg (1802–1838) ∞ Maria Agnes Henriette van Hohenlohe-Langenburg (1804–1835) | Constantijn van Löwenstein-Wertheim-Rosenberg (1802–1838) ∞ Maria Agnes Henriette van Hohenlohe-Langenburg (1804–1835) |
| Grootouders                      | Maximiliaan Jozef in Beieren (1808–1888) ∞ 1828 Ludovika van Beieren (1808–1892) | Maximiliaan Jozef in Beieren (1808–1888) ∞ 1828 Ludovika van Beieren (1808–1892) | Maximiliaan Jozef in Beieren (1808–1888) ∞ 1828 Ludovika van Beieren (1808–1892) | Maximiliaan Jozef in Beieren (1808–1888) ∞ 1828 Ludovika van Beieren (1808–1892) | Michaël I van Portugal (1802–1866) ∞ 1851 Adelheid van Löwenstein-Wertheim-Rosenberg (1831–1909) | Michaël I van Portugal (1802–1866) ∞ 1851 Adelheid van Löwenstein-Wertheim-Rosenberg (1831–1909) | Michaël I van Portugal (1802–1866) ∞ 1851 Adelheid van Löwenstein-Wertheim-Rosenberg (1831–1909)                       | Michaël I van Portugal (1802–1866) ∞ 1851 Adelheid van Löwenstein-Wertheim-Rosenberg (1831–1909)                       |
| Ouders                           | Karel Theodoor in Beieren (1839–1909) ∞ 1874 Maria José van Bragança (1857–1943) | Karel Theodoor in Beieren (1839–1909) ∞ 1874 Maria José van Bragança (1857–1943) | Karel Theodoor in Beieren (1839–1909) ∞ 1874 Maria José van Bragança (1857–1943) | Karel Theodoor in Beieren (1839–1909) ∞ 1874 Maria José van Bragança (1857–1943) | Karel Theodoor in Beieren (1839–1909) ∞ 1874 Maria José van Bragança (1857–1943)                 | Karel Theodoor in Beieren (1839–1909) ∞ 1874 Maria José van Bragança (1857–1943)                 | Karel Theodoor in Beieren (1839–1909) ∞ 1874 Maria José van Bragança (1857–1943)                                       | Karel Theodoor in Beieren (1839–1909) ∞ 1874 Maria José van Bragança (1857–1943)                                       |
| Elisabeth in Beieren (1876–1965) |                                                                                  |                                                                                  |                                                                                  |                                                                                  |                                                                                                  |                                                                                                  | | |